# Русская Киселия
Русская Киселия (рум. Chioselia Rusă, гаг. Köseli Rus) — село на юге Молдавии в составе автономного территориального образования АТО Гагаузия.

## История
Дата основания села — 1891 год. По инициативе местной администрации с 1999 года 3 июня ежегодно празднуется, как День Храма села (День рождения села).

## Население
Число жителей — около 600 человек.